# مقاطعة غراند ترافيرس (ميشيغان)
مقاطعة غراند ترافيرس هي مقاطعة تقع في شمالي غرب شبه الجزيرة السفلى بولاية ميشيغان الأمريكية، بلغ عدد سكانها 86٬986 نسمة،  بحسب تعداد عام 2010، عاصمتها ترافيرس سيتي، تبلغ مساحتها 1٬557 كيلومتر مربع.

## الموقع
تشترك مقاطعة غراند ترافيرس في الحدود مع:
- مقاطعة أنتريم (من جهة الشمال الشرقي)
- مقاطعة كالكاسكا (من جهة الشرق)
- مقاطعة ويكسفورد (من جهة الجنوب)
- مقاطعة بينزي (من جهة الغرب)
- مقاطعة ليلاناو (من جهة الشمال الغربي)
- مقاطعة مانيستي (من جهة الجنوب الغربي)

## التقسيمات الإدارية
- ترافيرس سيتي.